# ساموئل دکستر
ساموئل دکستر (به انگلیسی: Samuel Dexter) (۱۴ مه ۱۷۶۱ – ۴ مه ۱۸۱۶) سناتور سابق عضو حزب فدرالیست (آمریکا) بود. وی در سال ۱۷۹۹ تا ۱۸۰۰ میلادی سناتور ایالت ماساچوست در سنای ایالات متحده آمریکا بود.